# Matar a Videla
Matar a Videla è un film del 2010 diretto da Nicolás Capelli.
Film argentino uscito il 7 gennaio 2010.

## Trama
Julián è un giovane di 25 anni, che vuole suicidarsi.
Prima di farla finita decide però di dare un senso a ciò che resta della sua vita. Ha una scadenza, entro sette giorni dovrà chiudere i conti in sospeso con famiglia, amore, lavoro e amici, e lasciare un'eredità: l'omicidio del dittatore genocida Jorge Rafael Videla.
Nell'arco della storia Julián correrà molti rischi, ma la sfida più ardua sarà quella di non trasformarsi nello stesso mostro che vorrebbe assassinare.